# NGC 197
NGC 197 est une galaxie spirale barrée située dans la constellation de la Baleine. NGC 197 a été découverte par l'astronome allemand Albert Marth en 1863.

## Caractéristiques
Sa vitesse par rapport au fond diffus cosmologique est de 3 765 ± 24 km/s, ce qui correspond à une distance de Hubble de 55,5 ± 3,9 Mpc (∼181 millions d'al).

## Morphologie

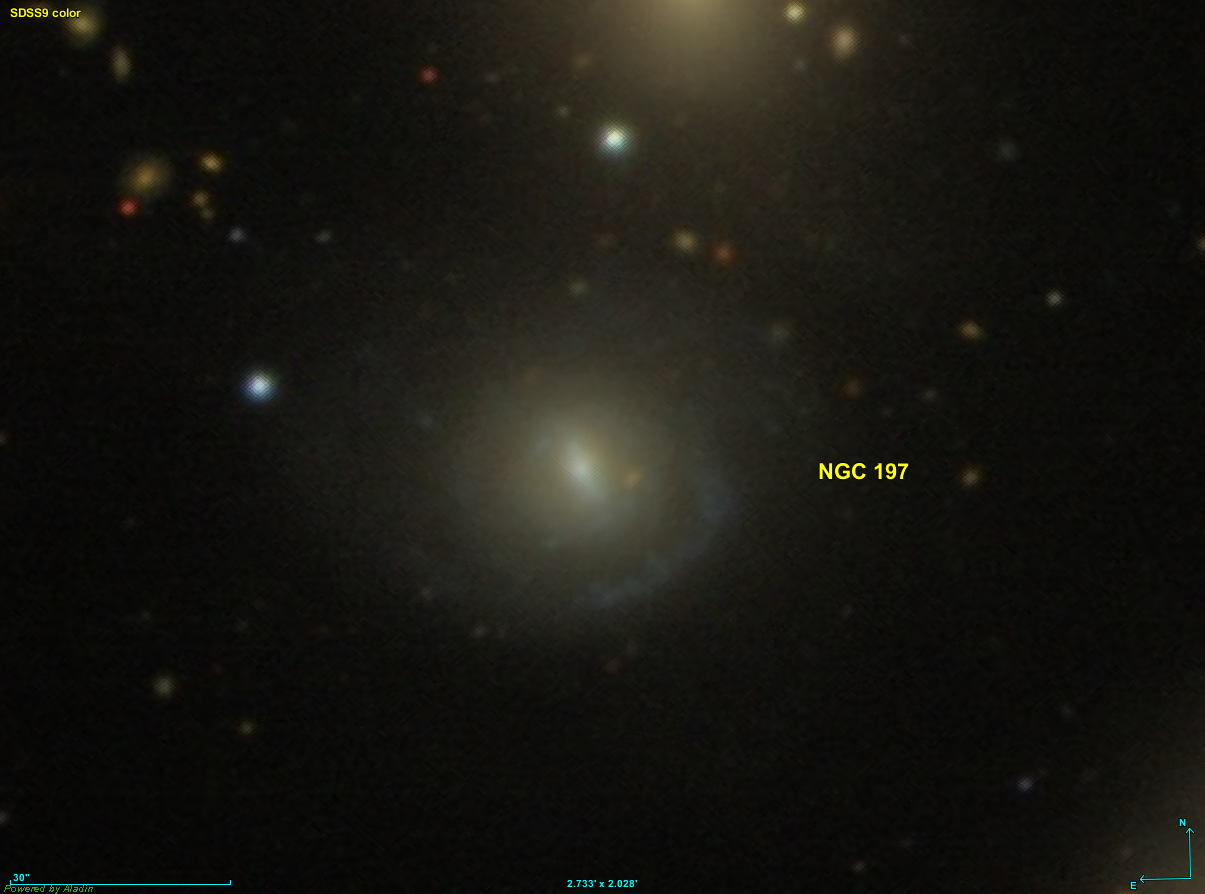
On voit sur cette image la présence d'une barre et d'au moins un bras spiral.

Plusieurs classent cette galaxie comme lenticulaire,, mais la photographie de l'étude SDSS laisse entrevoir une barre et au moins un bras spiral. Aussi, NGC 197 est classée comme une spirale barrée par d'autres sources,.

## Groupe de NGC 192
NGC 197 fait partie du groupe de NGC 192. Ce groupe de galaxies comprend au  moins 5 autres galaxies : NGC 173, NGC 192, NGC 196, NGC 201 et NGC 237.
Avec les galaxies NGC 192, NGC 196 et NGC 201 elle forme le groupe compact de Hickson HCG 7.

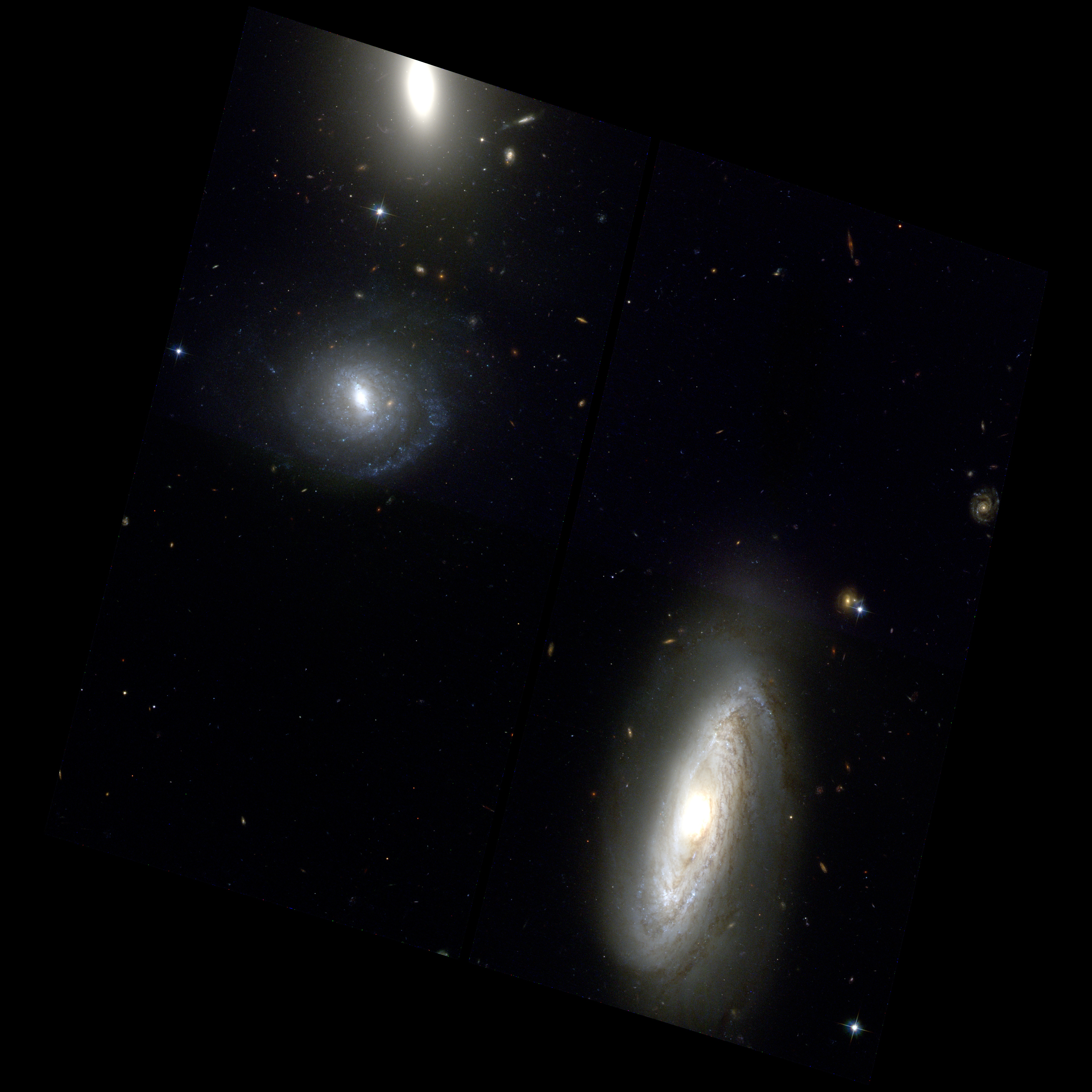
NGC 197 est la petite galaxie en haut et à gauche du centre de cette image réalisée avec les données captées par le télescope Hubble. La galaxie spirale en bas est NGC 192 et celle en haut est NGC 196, deux autres membres du groupe HCG 7. L'autre membre de HGC 7, NGC 201, est hors du champ de cette image.